# Bahnhof Jelenia Góra

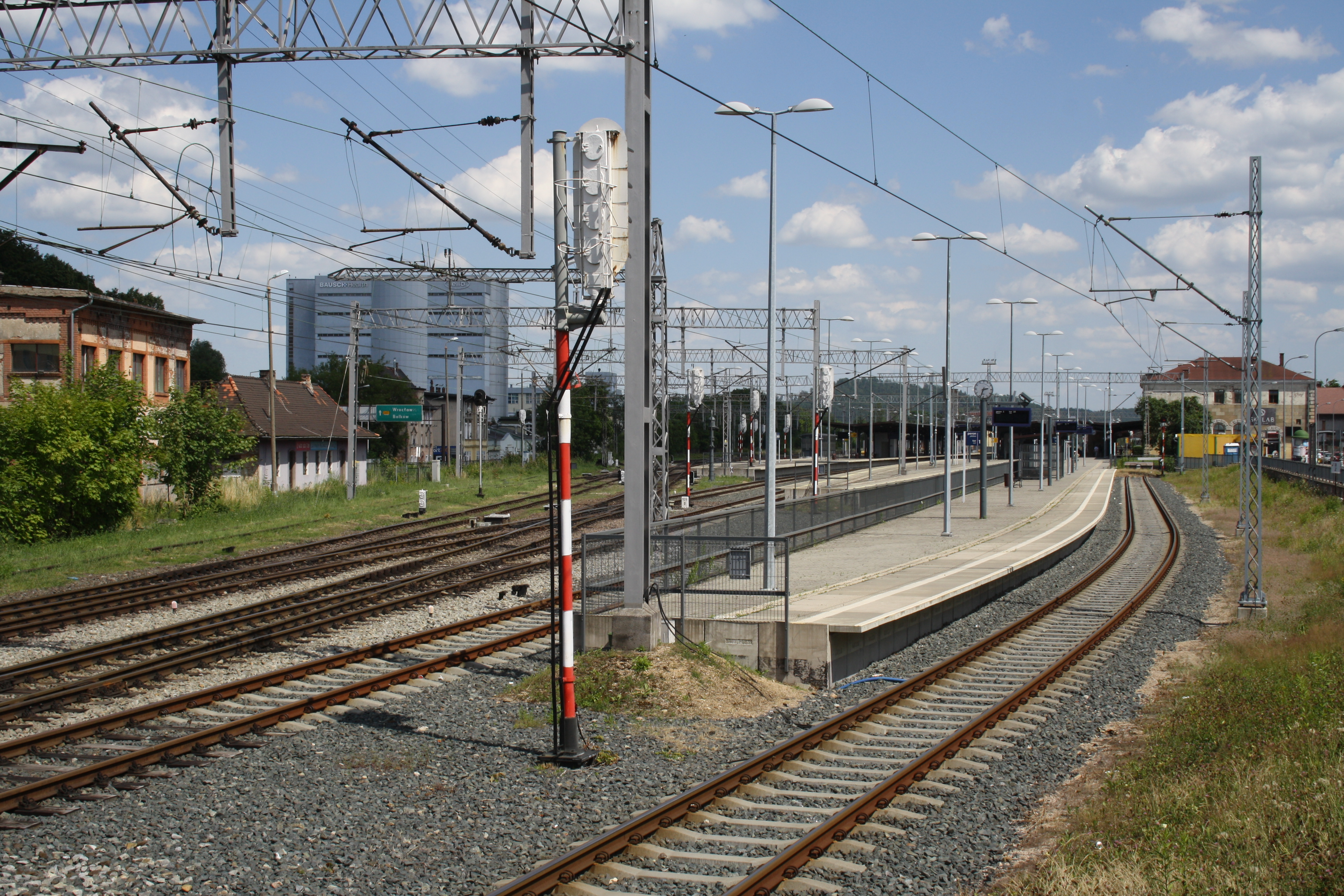
Gleisseite von Westen gesehen

Der Bahnhof Jelenia Góra (bis 1945: Hirschberg (Rsgb) Hbf) ist der zentrale Personenbahnhof der Stadt Jelenia Góra im polnischen Riesengebirge, Woiwodschaft Niederschlesien. Der Bahnhof verknüpft die Bahnlinien nach Kamienna Góra (Landeshut in Schlesien), Kořenov (Bad Wurzelsdorf) in der Tschechischen Republik, Lwówek Śląski (Löwenberg in Schlesien), Wałbrzych (Waldenburg) und Zgorzelec (Görlitz) an der deutsch-polnischen Grenze.
Der Bahnhof in der Stadt am Fuß des Riesengebirges wurde 1866 eröffnet und entwickelte sich in den nächsten Jahrzehnten zu einem bedeutenden Ziel für Reisende und Ausflügler in die Gebirgsregion. Nach dem Ende des Zweiten Weltkriegs fiel Hirschberg an Polen. Nach dem Krieg stieg die Einwohnerzahl der Stadt stark an.

## Lage
Der Bahnhof mit seinen Gleisanlagen erstreckt sich rund einen Kilometer östlich des historischen Stadtzentrums. Das Empfangsgebäude befindet sich an der Ulica 1 Maja, die in Richtung Osten in die Ulica Krakowska übergeht und schließlich in die Aleja Solidarności mündet. Die Aleja Solidarności knüpft nördlich an die Droga krajowa 3 an. Im Norden werden die Bahnhofsanlagen durch die Ulica Wincentego Pola begrenzt.

## Geschichte
Im Jahr 1853 gründete sich in Hirschberg der Verein für die Vorbereitung der Niederschlesischen Gebirgsbahn, der sich für eine Eisenbahnverbindung über Greiffenberg und Lauban an die Bahnstrecke der Niederschlesisch-Märkischen-Eisenbahn (N.M.E.) in Kohlfurt einsetzte. Auch in Görlitz kamen Stimmen auf, die eine Verbindung von Görlitz über Hirschberg nach Waldenburg forderten. Anfang 1855 rief der Görlitzer Magistrat zur Zeichnung von Aktien auf. Das Stammkapital in Höhe von 1,5 Millionen hatte man binnen eines halben Jahres erreicht. Die Mittel privater Investoren waren damit erschöpft. Die Konzession zum Bau der Bahnstrecke hatte man bereits vor der Aktienzeichnung erlangt. Das erforderliche Baukapital von sechs Millionen Talern konnte jedoch bei der Regierung in Berlin nicht akquiriert werden, da Berlin damals kein Interesse an der reinen Erschließung der armen Region hatte und die Realisierung einer grenzüberschreitenden Bahnlinie nach Österreich aus verschiedenen Gründen nicht möglich war. Die Unternehmung ruhte für mehrere Jahre.
In den 1860er Jahren gewann die schlesische Steinkohle an Bedeutung. Der preußische Landtag beschloss am 22. Januar 1862 den Bau der Schlesischen Gebirgsbahn (S.G.B.) von Waldenburg über Lauban nach Kohlfurt. Die Stadt Görlitz fürchtete vom Verkehr von Berlin nach Schlesien abgekoppelt zu werden und stellte unentgeltlich Land zur Verfügung um den Bau einer Zweiglinie von Lauban nach Moys und hier Anschluss an die N.M.E. zu erreichen. Das Vorhaben gelang.
Am 13. August 1863 fanden in Lauban und Görlitz Feierlichkeiten zum Anlass des Baubeginns statt. Die Einweihung der Hauptbahn zwischen Kohlfurt und Reibnitz sowie der Nebenbahn zwischen Lauban und Görlitz fand am 20. September statt. Erst mit der Fertigstellung des Boberviadukts konnten die Züge am 20. August 1866 den Verkehr nach Hirschberg aufnehmen. Die Eröffnung des letzten Teilabschnitts bis Waldenburg verzögerte sich, weil sich die Fertigstellung des Rohrlacher Tunnels herauszögerte. Am 15. August 1867 konnte der Betrieb bis Waldenburg aufgenommen werden. Ab Mai Ende Mai 1868 war der durchgehende Zugbetrieb bis nach Breslau möglich.
Die folgenden Jahrzehnte entwickelte sich Hirschberg zu einem Eisenbahnknoten am Fuße des Riesengebirges. Im Mai 1882 folgte die Eröffnung der Bahnstrecke nach Schmiedeberg (Kowary), die nach der Jahrhundertwende bis nach Landeshut (Kamienna Góra) weitergeführt wurde. Mit der Eröffnung der Bahnstrecke nach Petersdorf (Piechowice) kam eine weitere Verbindung hinzu. Auch diese Strecke wurde nach der Jahrhundertwende verlängert. Sie führte über Ober-Schreiberhau (Szklarska Poręba), überwand den Riesengebirgskamm und endete schließlich in Polaun/Grünthal (Kořenov), dem Grenzbahnhof zu Österreich-Ungarn. Infolge der zahlreichen in Hirschberg einmündenden Bahnstrecken war ein Umbau des Bahnhofs notwendig. Die überdachten Inselbahnsteige mit den Unterführungen zum Empfangsgebäude wurden errichtet und die Bahnsteige 1a, 1b und 1c für die Züge in Richtung Schmiedeberg, Krummhübel (Karpacz) und Bad Warmbrunn (Cieplice Śląskie-Zdrój) entstanden. Das Empfangsgebäude wurde um ein Wartesaal erweitert. Weiterhin entstand ein Rundlokschuppen samt Drehscheibe.
Im Mai 1912 begannen die Arbeiten für die Elektrifizierung des Streckenabschnittes Hirschberg – Polaun/Grünthal, jedoch mussten diese mit Ausbruch des Ersten Weltkrieges im August 1914 abgebrochen werden. Der Fahrdraht wurde wieder demontiert. Ausgenommen von der Demontage war der Bahnhof Hirschberg.
Mit der fortschreitenden Elektrifizierung des schlesischen Eisenbahnnetzes nach dem Krieg wurde auch Hirschberg am 21. Juni 1920 an das elektrische Bahnnetz angeschlossen. Es folgte die Elektrifizierung der Strecken nach Lauban (15. April 1922) und weiter nach Schlauroth (20. März 1924), nach Polaun/Grünthal (15. Februar 1923), über Schmiedeberg nach Landeshut (9. Dezember 1932) sowie nach Krummhübel (29. Juni 1934). Hirschberg war zentraler Bahnhof innerhalb des elektrifizierten schlesischen Netzes. Es entstand auch ein großer Lokschuppen für die Instandhaltung der Elektrolokomotiven.
Hirschberg blieb bis zur Kapitulation des Deutschen Reichs unbesetzt. Am 8. Mai 1945 sprengte eine Nachhut der Wehrmacht den Boberviadukt bei Hirschberg und den Rohrlacher Tunnel. Damit war der Eisenbahnverkehr in Richtung Westen und Osten auf der schlesischen Gebirgsbahn unterbrochen. Die Stadt wurde zunächst von der Roten Armee besetzt und kam später unter polnische Verwaltung.
Da Hirschberg nach dem Krieg durch die Sprengungen der Wehrmacht isoliert vom restlichen Eisenbahnnetz war, konnte der Betrieb zunächst nur auf einzelnen, meist verkürzten Relationen wieder aufgenommen werden. Vom Bahnhof Jelenia Góra Zachodnia (Hirschberg (Rsgb) West) westlich des Boberviaduktes wurde am 14. November 1945 der Verkehr nach Lubań (Lauban) und Szklarska Poręba (Ober-Schreiberhau) wieder aufgenommen. Bereits zuvor verkehrten vom Hauptbahnhof wieder Züge nach Kowary (Schmiedeberg; seit 1. Juli 1945). Die Zugverbindung nach Wałbrzych (Waldenburg) folgten am 21. September 1946 und nach Lwówek Śląski am 10. November des gleichen Jahres. Der Boberviadukt ging nach seiner Reparatur erst am 30. September 1953 wieder in Betrieb. Die zweiten Gleise sowie die Ausrüstung für den elektrischen Bahnbetrieb wurden großteils von der Sowjetunion demontiert und abtransportiert. Der elektrische Bahnbetrieb mit 3-kV-Gleichstromsystem konnte 1966 in Richtung Wałbrzych und weiter nach Breslau, 1986 in Richtung Lubań und schließlich 1987 bis Szklarska Poręba.
Am 2. April 2000 wurde die Eisenbahnverbindung nach Karpacz eingestellt. Zwischen 2007 und 2008 renovierte die PKP das Empfangsgebäude und baute es teilweise um. Dabei wurden u. a. die Fassade saniert, die Bereiche für Reisebedarf von sonstigen vermieteten Flächen getrennt und der Bereich für Reisende behindertengerecht umgebaut. Die Bauarbeiten dauerten ein halbes Jahr und kosteten 1,5 Millionen Złoty. 2015 begannen weitere umfangreiche Sanierungsarbeiten. Etwa 27 Millionen Złoty wurden innerhalb von zwei Jahren investiert. Im Rahmen der Arbeiten wurden die vier Bahnsteige sowie der Personentunnel saniert. Die Bahnsteigüberdachung wurde nach historischem Vorbild erneuert. Drei Aufzüge erleichtern nun den Zugang zu den Bahnsteigen. Weiterhin wurden moderne Fahrgastinformationssysteme installiert.

## Personenverkehr
Im Sommerfahrplan von 1936 sind zwei durchgängige Schnellzug- sowie drei Eilzug-Vverbindungen vom Görlitzer Bahnhof in Berlin verzeichnet. Die schnellsten Züge benötigten drei Stunden und 58 Minuten.
Zwischen 1975 und 1986 verkehrte das internationale Schnellzug-Paar 450/451 von Warschau nach Frankfurt am Main bzw. weiter nach Paris über Jelenia Góra.
Mit dem steigenden Individualverkehr in Polen seit den 1990er Jahren sanken die Investitionen in das Schienennetz. Um die Jahrtausendwende war der Personenverkehr infolge zahlreicher Langsamfahrstellen zunehmend unattraktiv geworden. Zwischen Jelenia Góra und Breslau benötigten die Züge etwa vier Stunden. Im Fahrplanjahr 2003/2004 gab es keine Schnellzugverbindungen mehr. Neben der Sanierung der Bahnstrecke nach Breslau wurde auch der Fahrzeugpark modernisiert. Seit dem 29. April 2016 verkehrt täglich ein Alstom Pendolino als EIP-Zugpaar zwischen Warschau und Jelenia Góra und mit dem Fahrplan 2015/2016 nahmen Pesa Dart als Intercityzüge nach Białystok bzw. Warschau den Verkehr auf.

### Nahverkehr

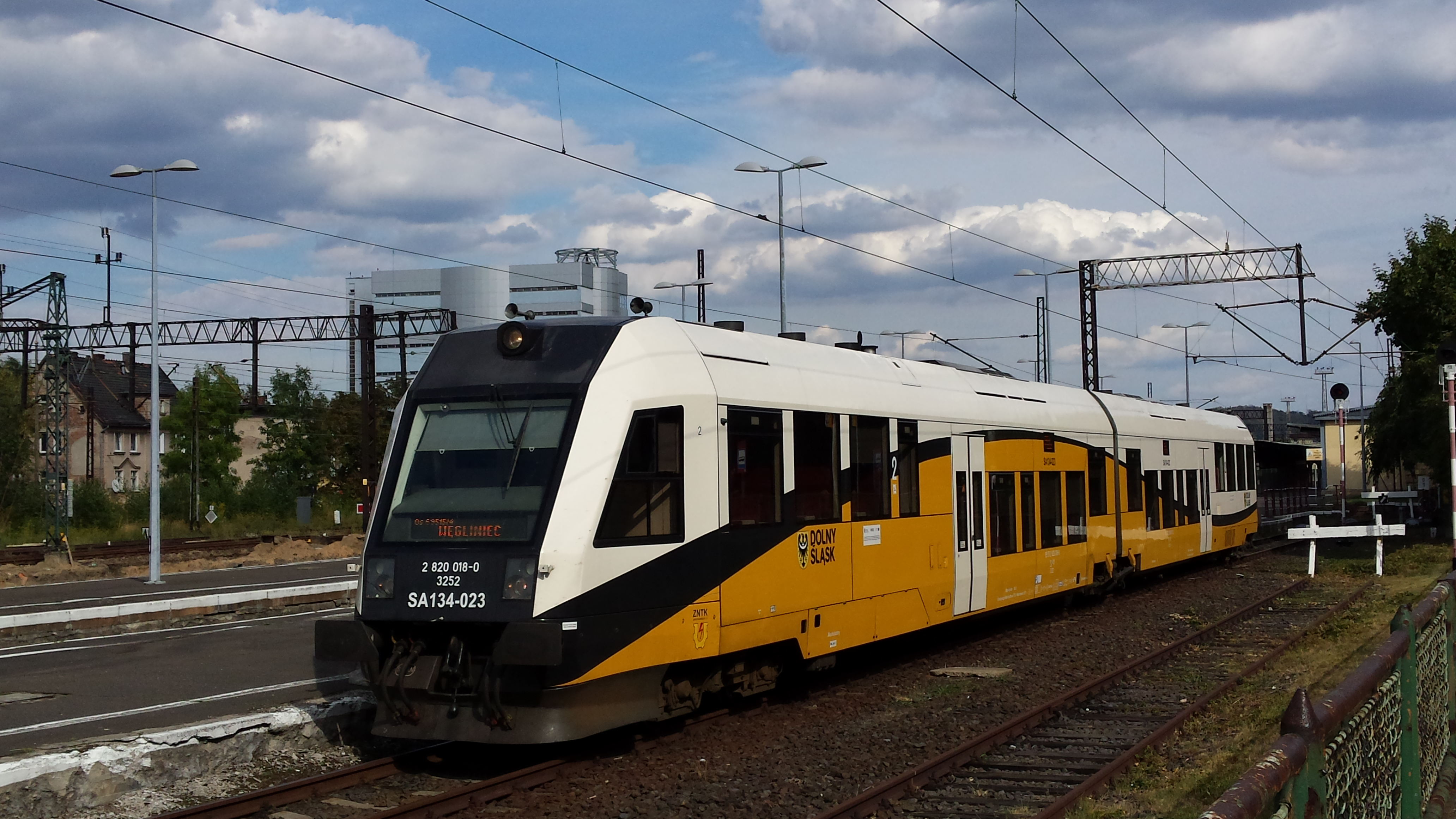
Triebwagen der Koleje Dolnośląskie Richtung Węgliniec

| Linie | Linienverlauf | Takt (min)                                    | EVU                 |
| ----- | --- | --------------------------------------------- | ------------------- |
| D6    | Wrocław Główny – Jaworzyna Śląska – Wałbrzych Główny – Jelenia Góra (– Szklarska Poręba Górna)                         | ~60 (~120)                                    | Koleje Dolnośląskie |
| D19   | Węgliniec – Zgorzelec – Görlitz – Lubań – Jelenia Góra                                                                 | 120                                           | Koleje Dolnośląskie |
| D 26  | Jelenia Góra – Sędzisław – Lubawka – Bernartice u Trutnova – Trutnov h. n.                                             | Betrieb nur an Wochenenden von Mai bis August | Koleje Dolnośląskie |
|       | Poznań Główny – Kościan – Wrocław Główny – Jaworzyna Śląska – Wałbrzych Główny – Jelenia Góra – Szklarska Poręba Górna | ein Zugpaar                                   | Przewozy Regionalne |

### Fernverkehr

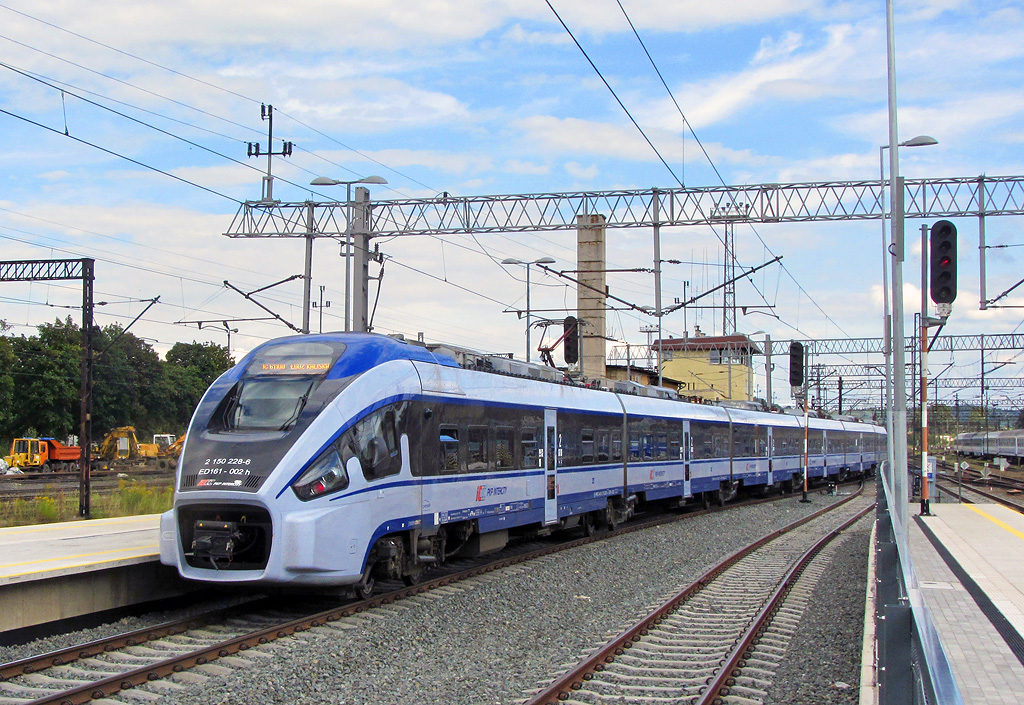
PESA Dart als Intercity am Bahnsteig

| Zuggattung | Zugname                 | Linienverlauf | Takt (min)    | EVU           |
| ---------- | ----------------------- | --- | ------------- | ------------- |
| EIP        |                         | Jelenia Góra – Wrocław Główny – Opole Główne – Częstochowa Stradom – Warszawa Centralna – Warszawa Wschodnia                                              | ein Zugpaar   | PKP Intercity |
| EIC        | Śnieżka                 | Szklarska Poręba Górna – Jelenia Góra – Wrocław Główny – Opole Główne – Częstochowa Stradom – Warszawa Centralna – Warszawa Wschodnia                     | ein Zugpaar   | PKP Intercity |
| IC         | Orzeszkowa / Karkonosze | Jelenia Góra – Wrocław Główny – Ostrów Wielkopolski – Kalisz – Łódź Widzew – Warszawa Centralna – Warszawa Wschodnia – Białystok                          | zwei Zugpaare | PKP Intercity |
| IC         | Barnim                  | Jelenia Góra – Wrocław Główny (Kurswagen weiter über Leszno – Poznań Główny – Stargard nach Szczecin Główny)                                              | ein Zugpaar   | PKP Intercity |
| IC         | Hetman                  | Jelenia Góra – Wrocław Główny (Kurswagen weiter über Opole Główne – Częstochowa Stradom – Kraków Główny – Rzeszów Główny nach Hrubieszów Miasto)          | ein Zugpaar   | PKP Intercity |
| TLK        | Rozewie                 | Szklarska Poręba Górna – Jelenia Góra – Wrocław Główny – Ostrów Wielkopolski – Poznań Główny – Gniezno – Bydgoszcz Główna – Gdańsk Główny – Gdynia Główna | ein Zugpaar   | PKP Intercity |
| TLK        | Halny                   | Jelenia Góra – Wrocław Główny (Kurswagen weiter über Leszno – Poznań Główny – Gniezno nach Bydgoszcz Główna)                                              | ein Zugpaar   | PKP Intercity |

(Stand: 10. Dezember 2017)